# Michael Arrom
Michael Everett Arrom (Morristown, ...) è un musicista, cantautore e produttore discografico statunitense. È noto soprattutto per aver lavorato in studio ed in tour con artisti come Steve Vai, David Rosenthal, Keith Urban, Noah Cyrus, Sofia Carson, Madison Beer, Mike Stoller e Corky Hale

## Biografia
Figlio di Carlos e Paula Whitehorn Arrom, è nato all'ospedale di Morristown, dove allora vivevano i suoi genitori. Tuttavia, fin dall'età di un anno, è cresciuto a Warren Township, che ha sempre considerato la sua città natale.
Ha mostrato un talento molto precoce per la musica, iniziando a suonare il pianoforte all'età di 7 anni. Ha frequentato la Mt. Horeb School e la Middle School prima di entrare alla Pingry School di Basking Ridge, NJ. Nel frattempo, ha studiato musica classica con la concertista e stella della Carnegie Hall Michelle Chen Kuo e ha partecipato all'Interlochen Arts Camp a Traverse City, Michigan.
Ha debuttato in diretta televisiva nazionale esibendosi con Keith Urban agli American Country Awards il 10 dicembre 2012. Nell'occasione, è stato selezionato dalla GRAMMY Foundation in quanto membro di una band di ex allievi del programma GRAMMY Camp.
Dopo essersi diplomato alla Pingry nel 2013, aveva intenzione di laurearsi in Economia, continuando contemporaneamente a studiare musica ed ha ottenuto l'accesso alla Northwestern University.
Lo stesso anno, tuttavia, è stato presentato a Steve Vai dal suo mentore e membro della band di Billy Joel, David Rosenthal, che aveva suonato il piano nella registrazione del suo album The Story of Light. Nel corso di un'audizione via Skype, durante la quale Vai gli ha chiesto di eseguire la canzone impossibile Angel Food, è stato selezionato come tastierista per il tour mondiale di The Story of light, che ha previsto concerti in Australia, Cina, Indonesia, Giappone, Nuova Zelanda, Sud Corea, Taiwan e Thailandia.
L'esperienza spinse Arrom a rinunciare agli studi di Economia e ad intraprendere la musica come carriera principale. Si è quindi trasferito a Los Angeles, dove si è laureato summa cum laude presso il Popular Music Program della University of Southern California, studiando in particolare con Patrice Rushen. Nel 2015, è inoltre apparso come musicista studente negli episodi Serve solo l'amore e Transizioni durante la stagione conclusiva della serie televisiva FOX Glee.
L'anno successivo, Arrom ha tenuto un concerto tributo a Jerry Leiber e Mike Stoller, un evento dedicato alla musica dei due candidati alla Songwriting Hall of Fame. Ha anche lavorato come direttore musicale per la moglie di Stoller, la leggenda del jazz Corky Hale.
Nel 2018 è entrato a far parte della facoltà della USC Thornton School of Music come istruttore aggiunto di performance pianistica, e lo stesso anno è apparso di nuovo al fianco di Steve Vai nell'ambito del Big Mama Jama Jamathon, un evento di beneficenza volto ad aiutare Extraordinary Families, un'organizzazione senza scopo di lucro di Los Angeles.
Oltre a Keith Urban e Steve Vai, ha lavorato negli anni con artisti come Noah Cyrus, Sofia Carson e Madison Beer . In particolare, dal 2018 ha sviluppato una collaborazione artistica di lungo periodo con Sofia Carson, partecipando nel 2020 a programmi TV come Good Morning America e Sesame Street, The Not Too Late Show con Elmo. I due hanno inoltre unito le forze in occasione di eventi di alto profilo come i Gala dell'UNICEF a Porto Cervo (2018) e Capri (2022); e il The National Easter Egg Roll che si è tenuto alla Casa Bianca nell'aprile del 2022.